# مسجد الجمعة (أردوباد)
مسجد الجمعة (أردوباد)(بالأذرية: Cümə məscidi (Ordubad)، بالإنجليزية: Juma Mosque of Ordubad، بالفارسية: مسجد جامع اردوباد): هو مسجد يقع في أردوباد، أذربيجان وهو أحد المباني التعبدية في مدينة أوردوباد. يقع المبنى في أعلى مكان في المدينة.

## أسلوب البناء
يعود تاريخ المظهر المعماري الخارجي للمسجد إلى القرن السابع عشر حسب تقسيماته المعمارية. تُظهر الوصلات الأبجدية المثبتة على مدخل المبنى أنه تم تشييده في 1604، في عهد الملك الصفوي عباس الأكبر (حكم من 1588 إلى 1629). بينما، تشير بعض العناصر في مخطط المسجد إلى أنه تم بناؤه في وقت سابق، إلا أنه أُعيد بنائه مرة أخرى في القرن السابع عشر.[بحاجة لمصدر] تحتل قاعة الصلاة مكانًا مركزيًا في المخطط. يعد استخدام الكوات المقوسة العميقة المرفقة بإطارات الأقواس من السمات المميزة لعمارة المباني التعبدية. تم بناء جدران المسجد من حجارة الأنقاض وتم تغطيتها بالطوب مقاس 21×21×5 سم.